# 慕容瑤
慕容瑤（4世紀？—386年），一作慕容望，十六國時期西燕國君主，鮮卑人，西燕威帝慕容沖之子。

## 生平
386年，西燕連續數起政變後，慕容瑤被左僕射慕容恆擁護繼立為燕帝，改元建平，但是部眾都離開慕容瑤，往歸尚書慕容永，不久慕容瑤為慕容永所擒，被殺。